# Stomglotrema gratiosum
Stomglotrema gratiosum är en plattmaskart. Stomglotrema gratiosum ingår i släktet Stomglotrema och familjen Stomylotrematidae. Inga underarter finns listade i Catalogue of Life.